# Geek Stink Breath
"Geek Stink Breath" — песня американской панк-рок группы Green Day. Она была выпущена как первый сингл из их четвёртого альбома Insomniac. В ней поётся про влияние метамфетамина на человека (слово англ. «geek» — сленговое название метамфетамина).

## История, слова и сочинение
Geek Stink Breath была впервые сыграна Green Day 3 декабря 1994 на шоу Saturday Night Live. Слово «shit» в строке «Wish in one hand and shit in the other and see which one gets filled first» не подверглось цензуре, поскольку его не разобрали (субтитры внизу экрана показывали надпись «unintelligible lyrics» — «непонятный текст»). Позже, песня была записана и выпущена на четвёртом альбоме группы, Insomniac, и как его первый сингл.
В песне поётся о человеке, который идет путём самоуничтожения, употребляя метамфетамин, и об эффектах действия наркотика на его тело. Слова были написаны Армстронгом по его опыту и опыту людей вокруг него, которые теряли контроль над своей жизнью из-за наркомании.
Live-версия этой песни была записана во время тура 21st Century Breakdown World Tour и включена в CD и DVD версию альбома Awesome as Fuck.

## Музыкальное видео
В клипе изображены искаженные, низкокачественные кадры с участниками группы, играющей песню в подвале, перемежаемые наглядными кадрами одного из друзей группы, которому дантист вырывает зуб. Кадры удаления зуба символизируют эффект, который метамфетамин может оказывать на зубы,о чём даже говорит строчка из песни "И мои зубы гниют"

## Список композиций
| №  | Название                   | Длительность |
| -- | -------------------------- | ------------ |
| 1. | «Geek Stink Breath»        | 2:15         |
| 2. | «I Want to Be on TV»       | 1:17         |
| 3. | «Don't Wanna Fall in Love» | 1:40         |

7"
| №  | Название            | Длительность |
| -- | ------------------- | ------------ |
| 1. | «Geek Stink Breath» | 2:15         |

| №  | Название             | Длительность |
| -- | -------------------- | ------------ |
| 1. | «I Want to Be on TV» | 1:17         |

Vinyl Box Set
| №  | Название            | Длительность |
| -- | ------------------- | ------------ |
| 1. | «Geek Stink Breath» | 2:15         |
| 2. | «Stuck with Me»     | 2:15         |

| №  | Название | Длительность |
| -- | -------- | ------------ |
| 1. | «86»     | 2:48         |

## Позиции в чартах
| Чарт (1995)                 | Высшая позиция |
| --------------------------- | -------------- |
| Canadian RPM Singles Chart  | 22             |
| Canadian RPM Alternative 30 | 1              |
| Irish Singles Chart         | 27             |
| UK Singles Chart            | 16             |
| Billboard Hot 100           | 27             |
| Modern Rock Tracks          | 3              |